# UFO (film)
|  | Denne artikel er oprettet af botten Steenthbot ud fra en ekstern database. Den kan derfor have sproglige fejl eller mangler. Denne skabelon kan fjernes efter kontrol af indholdet. |

 For alternative betydninger, se Ufo (flertydig). (Se også artikler, som begynder med Ufo)
UFO er en dansk børnefilm fra 2015 instrueret af Mads Lilkær.